# 20世紀Jr.
20世紀Jr.（にじゅっせいきジュニア）は、ボーカルの土橋雅樹を中心に1988年に結成された音楽ユニット。後にVisioNに改名、解散している。

## 経歴
1988年に徳間ジャパンコミュニケーションズよりシングル「シリアス」でデビュー。3rdシングル「Everything Will Be Allright」ではマツダ「キャロル」CMソングに使用された。
1992年にバンド名をVisioNに改名、シングル「君を探して」をヴァージン・ジャパンよりリリース。同年、改名後2枚目となるシングル「ラヴ・シーカー CAN'T STOP IT」は、テレビアニメ『らんま1/2 熱闘編』オープニングテーマに使用された。
1993年4月21日のシングル「グロリアス」、アルバム『VisioN-I』・『WONDROUS』の3枚同時リリースを最後に解散した。

## メンバー
- 土橋雅樹

ボーカル担当。
- 岡崎敏之

ギター担当。北島健二・坂本竜太とギターバンド「Gom」を結成。
- 高橋輝

ベース担当。
- 鳥山健明

ドラム担当。

## ディスコグラフィー

### シングル
20世紀Jr.
| 1st | シリアス                    | 1988.10.25 | 01. シリアス 02. ハートはデリカシー                      | 徳間ジャパンコミュニケーションズ                                            |
| 2nd | Song for you                | 1988.11.25 | 01. Song for you 02. Side-Seat Lovers                    | 徳間ジャパンコミュニケーションズ ワーナー・ランバート「トフィール」CMソング |
| 3rd | Everything Will Be Allright | 1989.11.22 | 01. Everything Will Be Allright 02. 20th Century's Magic | 徳間ジャパンコミュニケーションズ マツダ「マツダ・キャロル」CMソング         |

VisioN
| 1st | 君を探して                   | 1992.3.21  | 01. 君を探して 02. すべて君しだい                                 | ヴァージン・ジャパン                                                   |
| 2nd | ラヴ・シーカー CAN'T STOP IT | 1992.4.29  | 01. ラヴ・シーカー CAN'T STOP IT 02. ラヴ・シーカー CAN'T STOP IT | ヴァージン・ジャパン テレビアニメ『らんま1/2熱闘編』オープニングテーマ |
| 3rd | 明日へのロング・ウェイ       | 1992.10.21 | 01. 明日へのロング・ウェイ 02. 燃ゆる想い                         | メディア・レモラス                                                     |
| 4th | グロリアス                   | 1993.4.21  | 01. グロリアス 02. 心のホームタウン                               | メディア・レモラス                                                     |

### アルバム
20世紀Jr.
| 1st | 20Century's Magic      | 1988.11.25 | 01. Tell Me True 02. 危険な関係 03. シリアス 04. -20℃ 05. Song For You 06. 立ち止まるブルー 07. ずっとずっとMY MIND 08. パントマイムの夜 09. SQUALL 10. Side-Seat Lovers                                 | 徳間ジャパンコミュニケーションズ |
| 2nd | 直立猿人 〜ELECTOS#1〜 | 1989.11.25 | 01. secret feeling 02. I wanna dream 03. be my toy 04. still…ぼくはまだ眠りたい 05. 20th century's magic 06. say! 07. オマエがキライ 08. everything will be allright 09. hold your hand 10. no surrender | 徳間ジャパンコミュニケーションズ |

VisioN
| 1st | VisioN-I  | 1992.3.12  | 01. デザイアー・フォー・コミュニケーション 02. 君を探して 03. グッドバイ・ハートエイク 04. ストレンジ・ナイト 05. ガンコ親父とロック・スター 06. ミラージュ 07. 革命はいかが 08. 永遠のハーモニー     | ヴァージン・ジャパン |
| 2nd | VisioN-II | 1992.11.20 | 01. ボン・ボヤージュ 02. 明日へのロング・ウェイ 03. ラブ・シーカー 04. ロンリー・ファイター 05. 輝ける日のために 06. デイドリーム 07. 密室のサーカス 08. すべて君しだい 09. ときめきの予感 10. 未来へ | メディア・レモラス   |
| 3rd | WONDROUS  | 1993.4.21  | 01. シルバー・レイン 02. 彼女に夢中さ 03. 君にもう一度 04. ディスタンス 05. 恋をしようよ 06. 愛してると言えなくて 07. 夜を越えて 08. ビリーブ 09. ロック・オン 10. 夜の続き 11. グロリアス            | メディア・レモラス   |